# Karel Michal
Karel Michal, właściwie Pavel Buksa (ur. 28 grudnia 1932 w Pradze, zm. 30 czerwca 1984 w Bazylei) – czeski pisarz. 
Jego kariera literacka rozpoczęła się w 1959 od wydanego w czasopiśmie „Plamen” opowiadania satyrycznego Kłobuk brukarza Houski, który potem znalazł się w zbiorze opowiadań Straszydła na co dzień („Bubáci pro všední den”) (książka stała się bestsellerem w Czechosłowacji w roku 1961). Na podstawie jednego z opowiadań z tego zbioru w 1965 powstał film Biała pani.
Po wkroczeniu wojsk do Czechosłowacji w 1968 wyemigrował do Szwajcarii, gdzie zmarł śmiercią samobójczą.
Był mężem czeskiej poetki i pisarki Violi Fischerovej.

## Twórczość
- 1961: Bubáci pro všední den, ; polskie wydanie: Straszydła na co dzień, Oficyna Wydawnicza ATUT, Wrocław 2008, audiobook Wydawnictwo Dobrew 2011.
- 1961: Krok stranou (Błędny krok) – proza kryminalna.
- 1966: Čest a sláva (Honor i sława) – powieść historyczna, sfilmowana w 1968
- 1967: Gypsová dáma (Gipsowa dama) – powieść.
- 1976: Tak to na tom světě chodí – sztuka teatralna.
- 1973: My občané mélští – sztuka teatralna będąca paralelą między losem wyspy Melos podczas wojny peloponeskiej a Czechosłowacją. Napisana na zamówienie szwajcarskiej telewizji, z powodów politycznych nie została jednak zrealizowana.
- 1977: Rodný kraj – zbiór humorystycznych opowieści historycznych.

Dzieła zebrane Karla Michala ukazały się w Czechach w 2001, ISBN 80-7106-460-2.